# Casa-fàbrica Puig
La casa-fàbrica Puig era un edifici situat al carrer de Sant Gil, 3 del barri del Raval de Barcelona, actualment desaparegut.

## Història
El 1850, el pagès Vicenç Genovart i Piera va establir al tintorer Josep Puig una parcel·la de 13.480 pams quadrats del seu hort. A la guia El Consultor del 1857, el seu establiment figurava al carrer de Sant Vicenç, 7, i l'any següent, va demanar un permís d'obres a la seva finca, Segons un alçat (sense data) del mestre d'obres Felip Ubach, l'edifici tenia planta baixa i dos pisos, i l'establiment ja figurava en El Consultor del 1863,
El 1868, Puig va demanar permís per a legalitzar-hi dues calderes de vapor, i l'any següent, el mestre d'obres Lluís de Miquel i Roca li va signar una carta de pagament d'obres per l'import de 21.347 escuts. El 1889, va demanar permís per a remuntar-hi dos pisos, segons el projecte de Josep Suñé.
Josep Puig va ser succeït per Esteve Puig i Mas, que el 1895 va demanar permís per a substituir les calderes de la seva tintoreria per una de nova.
El 1977, una inspecció a l'edifici per l'arquitecte municipal Ramon Pareja Viñals hi trobar diverses deficiències. Finalment, fou enderrocat per a la construcció d'una promoció d'habitatges, i entre 2004 i 2005 s'hi va efectuar una intervenció arqueològica.

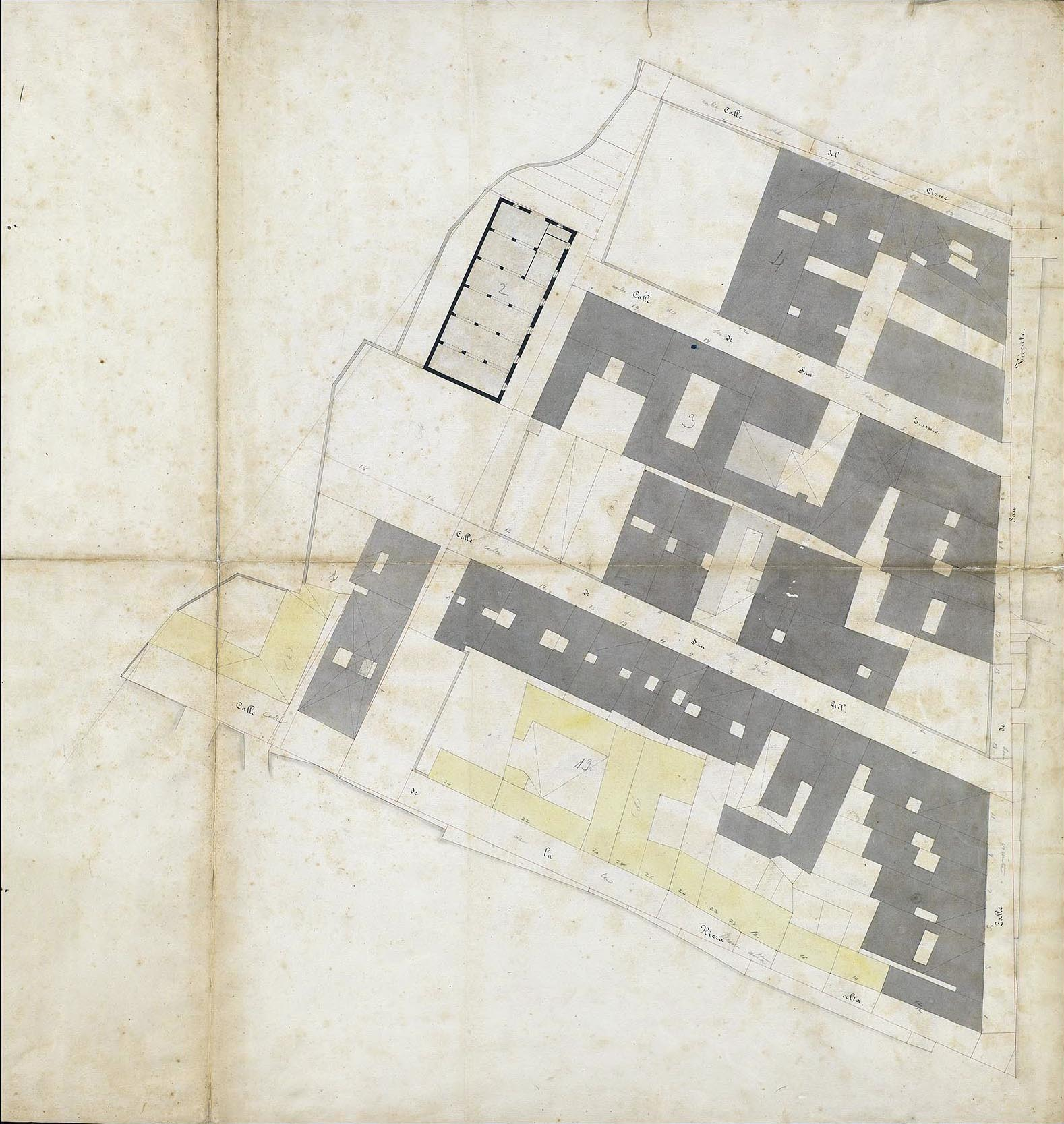
Quarteró núm. 74 de Garriga i Roca (c. 1860)

## Descripció
Es tractava d'un conjunt casa-fàbrica de planta baixa, cinc pisos i terrat, amb el cos destinat a habitatges (excepte els dos darrers pisos) alineat al carrer i el destinat a fàbrica a la banda esquerra de l'interior de la parcel·la. La façana principal presentava una composició a base de cinc eixos verticals d'obertures, portals d'arc rebaixat als baixos i alternança de balcons i finestres als pisos. La caixa d'escala, a la que s'accedia des del portal central a través d'un vestíbul, era adossada a la façana posterior i al cos destinat a fàbrica.
Aquest darrer és d'una sola crugia (uns 6 m d'amplada), tenia una façana al pati d'illa composta per sis eixos verticals d'obertures (excepte a la planta baixa i el primer pis, on els dos darrers eren cegats per una construcció), finestres als pisos i portals d'arc rebaixat als baixos, i a la qual s'adossava una xemeneia d'uns 25 m d'altura.